# Canton du Monêtier-les-Bains
Le canton du Monêtier-les-Bains est une ancienne division administrative française située dans le département des Hautes-Alpes et la région Provence-Alpes-Côte d'Azur.

## Géographie
Ce canton était organisé autour du Monêtier-les-Bains dans l'arrondissement de Briançon. Son altitude variait de 1 274 m (Saint-Chaffrey) à 3 669 m (Montagne des Agneaux) pour une altitude moyenne de 1 452 m.

## Histoire
À la suite d'un décret du 20 février 2014, le canton a été incorporé dans le nouveau canton de Briançon-1, fin mars 2015, après les élections départementales de 2015.

## Représentation

### Conseillers généraux de 1833 à 2015
| Période      | Période          | Identité                           | Étiquette                       | Qualité                                                                                        |
| ------------ | ---------------- | ---------------------------------- | ------------------------------- | ---------------------------------------------------------------------------------------------- |
| 1833         | 1836             | François-Honoré Gurlie (1768-1837) |                                 | Rentier au Monêtier                                                                            |
| 1836         | 1839             | Jacques-Antoine Faure              |                                 | Avocat à Gap                                                                                   |
| 1839         | 1848             | Auguste Merle                      |                                 | Officier de santé au Monêtier                                                                  |
| 1848         | 1852             | Jean-Baptiste Prat                 |                                 | Fabricant de draps et bonneterie à La Salle                                                    |
| 1852         | 1867             | Pierre-Joseph Callier              |                                 | Propriétaire au Monêtier                                                                       |
| 1867         | 1871             | Adrien Albert                      |                                 | Docteur-médecin à Briançon                                                                     |
| 1871         | 1907             | Léon Laurençon                     | Union républicaine puis Radical | Avocat à Briançon Député (1877-1906)                                                           |
| 1907         | 1922 (décès)     | Alphonse Blanchard                 | Radical                         | Notaire à Briançon                                                                             |
| 1922         | 1929 (décès)     | Louis Robert (1871-1929)           | RG                              | Propriétaire au Monêtier-les-Bains                                                             |
| 1929         | 1933 (démission) | Louis Brun                         | RG                              | Maire du Monêtier-les-Bains                                                                    |
| 1933         | 1940             | Aimé Alliey                        | RG                              | Maire du Monêtier-les-Bains Nommé conseiller départemental en 1942                             |
|              |                  |                                    |                                 |                                                                                                |
| 1945         | 1955             | Jules Robert                       | DVD                             | Propriétaire Adjoint au maire du Monêtier-les-Bains                                            |
| 1955         | 1966 (décès)     | Joseph Puy                         | PCF                             | Ouvrier en bois, maire de Saint-Chaffrey (1945-1965)                                           |
| 20 mars 1966 | 1973             | Henri Buisson                      | RI                              | Maire du Monêtier-les-Bains (?-1982), suppléant du député Paul Dijoud (1967-1968)              |
| 1973         | 1992             | Georges Kouyoumdjian               | PS                              | Ancien résistant FFI, déporté à Mauthausen Maire de Saint-Chaffrey (1977-1989)                 |
| 1992         | 2001 (démission) | Patrick Ollier                     | RPR                             | Cadre de société Député (1988-2002) Maire de La Salle-les-Alpes (1989-2001)                    |
| 2001         | 2004             | Pierre Bouvier                     | RPR                             | Chef d'entreprise Maire du Monêtier-les-Bains (1995-2014)                                      |
| 2004         | 2015             | Alain Fardella                     | DVG puis PRG                    | Maire de La Salle-les-Alpes (2001-2017) Président de la Communauté de Communes du Briançonnais |

### Conseillers d'arrondissement (de 1833 à 1940)
Le canton du Monêtier avait deux conseillers d'arrondissement.
| Période                                  | Période      | Identité            | Étiquette   | Qualité |
| ---------------------------------------- | ------------ | ------------------- | ----------- | --- |
| 1833                                     | 1839         | M. Josserand        |             | Marchand de vins, propriétaire au Monêtier                                                                  |
| 1833                                     | 1839         | M. Rey              |             | Notaire à Briançon                                                                                          |
| 1839                                     | 1845         | M. Astier           |             | Entrepreneur à Saint-Chaffrey                                                                               |
| 1845                                     | 1848         | M. Jeanantz-Jourdan |             | Propriétaire au Monêtier                                                                                    |
|                                          |              |                     |             | |
| 1886                                     | 1890 (décès) | Hippolyte Izoard    | Républicain | Maître d'hôtel au Monêtier                                                                                  |
| 1886                                     |              | M. Blanchard        | Républicain | |
|                                          |              |                     |             | |
| 1925                                     | 1940         | A. Guidon           | RG          | Maire de Saint-Chaffrey                                                                                     |
| 1931                                     | 1940         | F. Blanchard        |             | Industriel                                                                                                  |
| 1940                                     |              |                     |             | Les conseils d'arrondissement ont été suspendus par la loi du 12 octobre 1940 et n'ont jamais été réactivés |
| Les données manquantes sont à compléter. |              |                     |             | |

## Composition
Le canton du Monêtier-les-Bains regroupait trois communes :
| Nom                               | Code Insee | Intercommunalité   | Superficie (km2) | Population (dernière pop. légale) | Densité (hab./km2) |
| --------------------------------- | ---------- | ------------------ | ---------------- | --------------------------------- | ------------------ |
| Le Monêtier-les-Bains (chef-lieu) | 05079      | CC du Briançonnais | 97,87            | 1 007 (2014)                      | 10                 |
| Saint-Chaffrey                    | 05133      | CC du Briançonnais | 25,88            | 1 645 (2014)                      | 64                 |
| La Salle-les-Alpes                | 05161      | CC du Briançonnais | 35,42            | 960 (2013)                        | 27                 |

## Démographie
| 1962  | 1968  | 1975  | 1982  | 1990  | 1999  | 2006  | 2011  | 2012  |
| ----- | ----- | ----- | ----- | ----- | ----- | ----- | ----- | ----- |
| 2 107 | 2 338 | 2 570 | 3 266 | 3 392 | 3 554 | 3 659 | 3 593 | 3 606 |